# Physalaemus santafecinus
Physalaemus santafecinus är en groddjursart som beskrevs av Barrio 1965. Physalaemus santafecinus ingår i släktet Physalaemus och familjen Leiuperidae. IUCN kategoriserar arten globalt som livskraftig. Inga underarter finns listade i Catalogue of Life.